# Orchestra Filarmonica di Buenos Aires
L'Orchestra Filarmonica di Buenos Aires (OFBA) è un'orchestra argentina con sede nel Teatro Colón di Buenos Aires, fondata nel 1946. È considerata uno dei più prestigiosi gruppi sinfonici del suo paese, avendo ricevuto numerosi riconoscimenti in oltre 60 anni della sua storia. Il suo attuale direttore musicale è il messicano Enrique Diemecke.

## Storia
L'Orchestra Filarmonica di Buenos Aires (OFBA) fu creata nel 1946 con il nome di Orquesta Sinfónica del Teatro Municipal e tenne il suo primo concerto il 21 maggio 1947. Il suo primo direttore principale fu il maestro Lamberto Baldi; anni dopo divenne titolare Jaime Pahissa. Nel 1948 cambiò il suo nome in Orquesta Sinfónica de la Ciudad de Buenos Aires; nello stesso anno il famoso Herbert von Karajan diresse l'orchestra due volte. Nel 1958 adottò il nome attuale.
Durante i decenni successivi l'OFBA raggiunse il prestigio internazionale esibendosi con solisti nazionali e stranieri, tra cui i pianisti Alfred Brendel, Martha Argerich, Lázar Berman, Alfred Cortot, Byron Janis, Rudolf Firkušný, Andor Foldes, Nelson Freire, Bruno Gelber, Ralph Votapek, Rubén González, Nelson Goerner, Friedrich Gulda e Manuel Rego tra molti altri; i violinisti Gidon Kremer, David Oistrakh, Joshua Bell, Shlomo Mintz, Alberto Lysy, Ruggiero Ricci, Yehudi Menuhin, Itzhak Perlman, Midori, Gil Shaham, Henryk Szeryng, Salvatore Accardo, Leonid Kogan, Cho-Liang Lin e Uto Ughi; i violoncellisti Mstislav Rostropovič, Mischa Maisky, Andre Navarra, Arto Noras e Yo-Yo Ma; i cantanti Marian Anderson, José Carreras, Régine Crespin, Plácido Domingo, Luciano Pavarotti, Samuel Ramey e Frederica von Stade; i chitarristi Paco de Lucía e Narciso Yepes, l'arpista Nicanor Zabaleta e il bandoneonista Astor Piazzolla.
Tra i direttori d'orchestra che hanno diretto l'OFBA, oltre al già citato Herbert von Karajan, figurano Wilhelm Furtwängler, Jean Fournet, Sir Thomas Beecham, Daniel Barenboim, Charles Dutoit, Lorin Maazel, Zubin Mehta, Clemens Krauss, Pierre Boulez, Malcolm Sargent, Rafael Frühbeck de Burgos, Eduardo Mata, Aaron Copland, Krzysztof Penderecki, Karl Richter, Luis Antonio García Navarro, Michail Jurowski, José Serebrier Leopold Hager, Ferdinand Leitner, Peter Maag, Igor Markevitch, Stanislaw Wislocki, Franz-Paul Decker, Eiji Oue, David Lloyd-Jones, Yuri Simonov, Moshe Atzmon, Serge Baudo e Christof Escher, tra gli altri. A livello nazionale è necessario menzionare Pedro Ignacio Calderón, Juan José Castro e Simon Blech. L'orchestra mantiene una stretta collaborazione con il direttore Charles Dutoit, con il quale si è esibita di recente e che è stato in diverse occasioni un accompagnatore nel Festival Martha Argerich di Buenos Aires.
Ha ricevuto numerosi premi internazionali e internazionali, tra cui tre Konex Awards (un Diploma al Mérito Konex nel 1989 e Konex di Platino nel 1999 e 2009) come la migliore orchestra in Argentina.
Attualmente il suo direttore artistico è il messicano Enrique Arturo Diemecke, direttore che è stato con successo a capo di alcune delle più famose orchestre, come la Royal Philharmonic Orchestra di Londra, l'Orchestra Sinfonica della BBC, l'Orchestre national de France e la Los Angeles Philharmonic Orchestra.

## Tournée
L'OFBA ha realizzato tre tournée internazionali di particolare rilevanza: nel 1992, 1994 e 1996. In queste si è esibita in Germania, Inghilterra, Spagna, Francia, Grecia, Paesi Bassi, Svizzera, Belgio e Austria ed anche in sale da concerto importanti come la Philharmonie Berlin di Berlino (sede della Berliner Philharmoniker), il Barbican Centre di Londra (uno dei più importanti centri culturali in Europa, sede anche della London Symphony Orchestra) o il Concertgebouw di Amsterdam (sede dell'Orchestra reale del Concertgebouw di Amsterdam). Ha anche visitato spesso l'interno del paese, oltre al Cile, l'Uruguay e il Brasile.

## Membri dell'orchestra
Direttore musicale
Enrique Arturo Diemecke
Solista violino
Haydée Seibert ***
Solista aggiunto
Pablo Saraví
Primi Violini
Alfija Gubaidullina, Francisco Masciandaro, Hermes Peressini, Elías Gurevich, Olga Szurpik, Alejandro Wajnerman, Hugo Eliggi, Grace Medina, Eduardo Ludueña, Patricia Fornillo, Cecilia Barraquero, Alicia Chianalino, Matías Grande, Julio Domínguez, Sebastián Masci, Lucía Herrera, Manuel Quiroga.
Secondi violini
Hernán Briático (Guida solista), Esteban Prentki (Solista supplente), Nelly Guevara (Solista supplente), Alicia Gullace, Gerardo Pachilla, Silvio Murano, Ekaterina Lartchenko, Humberto Ridolfi, Enrique Mogni, Rosa Ridolfi, Cristina Monasterolo, Nicolás Tabbush, Juan José Raczkowski, Jorge Caldelari, Eugenia Gullace.
Viole
Marcela Magin (solista), Kristine Bara (Solista supplente), Silvina Álvarez (Solista supplente), Juan Manuel Castellanos, Esteban Bondar, Irene Sopczak, Daniel Tetelbaum, Claudio Medina, Darío Legname, Ana Tauriello, Emilio Astolfi, Bárbara Hiertz, Verónica D´Amore, Denis Golovin, Víctor Muñoz.
Violoncelli
Carlos Nozzi (solista), Marcelo Bru (solista aggiunto), Diego Fainguersch (Solista supplente), Matías Villafañe de Marinis, Mauricio Veber, Guillermo Mariconda, Adriana Bellino, Viktor Aepli, Gloria Pankaeva, Melina Kyrkiris.
Contrabbassi
Javier Dragun (solista), Fernando Fieiras (solista aggiunto), Julian Medina (Solista supplente), German Rudmisky, Karen Sano, Pedro Salerno, Daniel Falasca, Raúl Barrientos, Jeremias Prokopchuk *.
Flauti
Claudio Barile (solista), Gabriel De Simone (solista aggiunto), Luis Rocco, Ana Rosa Rodríguez, Gabriel Romero.
Ottavino
Luis Rocco, Ana Rosa Rodríguez, Gabriel Romero.
Oboi
Néstor Garrote (solista), Iris Camps (solista aggiunta), Natalia Silipo (solista aggiunta), Maximiano Storani, Michelle Wong, Hernán Gastiaburo.
Corno Inglese
Maximiano Storani, Michelle Wong.
Clarinetti
Mariano Rey (solista), Matías Tchicourel (solista aggiunto), Eduardo Ihidoype***, Eloy Fernández Rojas.
Clarinetto basso Sebastián Guido Tozzola
Clarinetto Requinto
Eduardo Ihidoype***, Eloy Fernández Rojas.
Fagotti
Gabriel La Rocca (solista), Gertrud Stauber (solista aggiunta), Carlos Storani, Andrea Merenzon, Daniel La Rocca, William Thomas Genz.
Controfagotti
Andrea Merenzon, Daniel La Rocca.
Corni
Fernando Chiappero (solista), Martcho Mavrov (solista aggiunto), Luis Ariel Martino, Christian Morabito, Gustavo Peña, Margarete Mengel, Federico Schneebeli.
Trombe
Fernando Ciancio (solista), Daniel Marcel Crespo (solista aggiunto), José Piazza, Guillermo Tejada Arce, Werner Mengel.
Tromboni
Víctor Gervini (solista), Gaspar Licciardone (solista aggiunto), Armando Campos, Maximiliano De la Fuente.
Trombone basso
Jorge Ramírez Álvarez, Jorge Ramírez Cáceres.
Tuba
Héctor Ramírez
Timpani
Arturo Vergara (solista)***, Juan Ignacio Ferreirós (solista aggiunto), Martín Diez*, Juan Ringer.
Percussione
Christian Frette (primo tamburo), Ángel Frette (piatti), Federico Del Castillo (piattini e accessori), Joaquín Pérez.
Arpe
María Cecilia Rodríguez (solista), Hilda Perín (solista aggiunta).